# Edredon (zwyczajny)
Edredon zwyczajny, kaczka edredonowa, miękkopiór (Somateria mollissima) – gatunek dużego ptaka wodnego z rodziny kaczkowatych (Anatidae), zamieszkujący Eurazję, Amerykę Północną i niektóre wyspy Arktyki. Bliski zagrożenia wyginięciem.

## Podgatunki i zasięg występowania
Wyróżniono sześć podgatunków S. mollissima:
- S. mollissima v-nigrum – edredon pacyficzny[6] – Syberia na wschód od Wysp Nowosyberyjskich i na wysepkach na Morzu Beringa i kilku przy północno-zachodnim wybrzeżu Ameryki Północnej. Zimuje na Aleutach.
- S. mollissima borealis – wybrzeża od Ziemi Baffina przez Grenlandię, Islandię po Ziemię Franciszka Józefa. Zimuje na południu Grenlandii, na Labradorze i Nowej Szkocji. Sporadycznie pojawia się w Nowej Anglii.
- S. mollissima sedentaria – wybrzeża Zatoki Hudsona. Zimuje na Wyspach Belchera.
- S. mollissima dresseri – atlantyckie wybrzeża Nowej Szkocji, Labradoru, Nowego Brunszwiku, Quebecu i Maine. Zimuje na atlantyckim wybrzeżu od Zatoki św. Wawrzyńca po Massachusetts i Long Island.
- S. mollissima faeroeensis – osiadła populacja na Wyspach Owczych.
- S. mollissima mollissima – edredon zwyczajny[6] – północno-zachodnia Europa od Szkocji przez Skandynawię po Nową Ziemię i Wajgacz. Zasadniczo osiadły, ale zimą pojedyncze osobniki pojawiają się na wybrzeżu Francji i Hiszpanii. W Polsce dość częsty na wybrzeżu, sporadycznie zalatuje również w głąb kraju; przeważają samice z młodymi, przebywające bardziej na południe niż samce. Do 2013 roku odnotowano w Polsce 4 przypadki lęgów[12].

Niektórzy autorzy sugerują status gatunku dla podgatunku v-nigrum.

## Morfologia

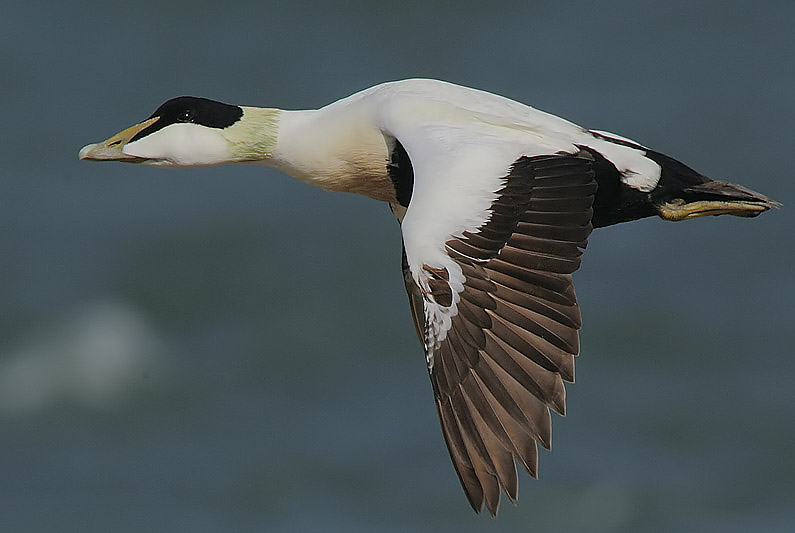
Samiec w szacie godowej w locie

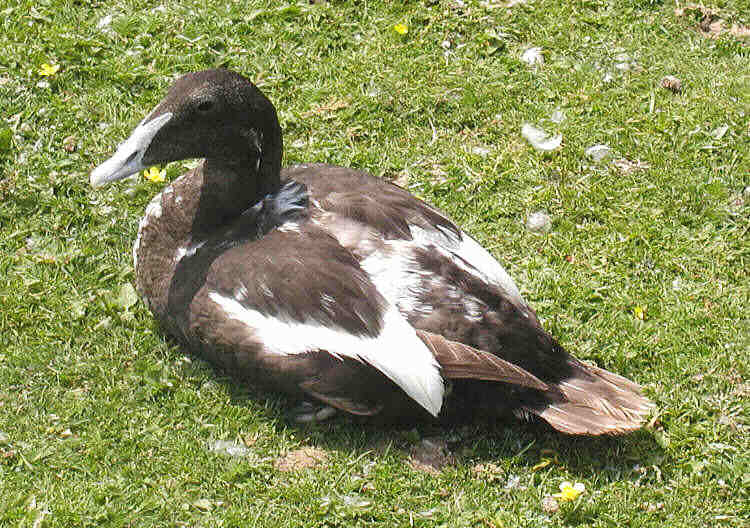
Samiec w szacie spoczynkowej

Cechy gatunkuTo największa nurkująca kaczka. Charakteryzuje się wyraźnym dymorfizmem płciowym. Samiec w szacie godowej ma wierzch głowy granatowoczarny z podłużną,  białą linią pośrodku. Na karku i policzku zielone plamy rozdzielone pasmem białych piór. Reszta głowy, szyja, pierś i grzbiet białe. Brzuch, pokrywy nad- i podogonowe i ogon granatowoczarne. Dziób i nogi oliwkowożółte. Biały grzbiet i czarny brzuch kaczora są niepowtarzalnym wśród kaczek upierzeniem godowym samca. W szacie spoczynkowej ma głowę i szyję ciemnobrązową, piersi i grzbiet w białe plamki, a resztę ciała czarną. Samica brązowa z ciemnymi poprzecznymi prążkami na całym ciele. Młode podobne do samicy z już charakterystycznym profilem głowy, ale mają ciemniejsze grzbiety i szarawe brzuchy. Edredony mają charakterystyczny wygląd głowy: obserwowane z boku, grzbiet dzioba i czoło tworzą linię prostą. Mocny dziób służy do odrywania od dna wodnych zwierząt i miażdżenia ich muszli i pancerzy. Między podgatunkami istnieją drobne różnice w kolorystyce. Przeloty jesienne odbywają się w październiku i listopadzie, a wiosenne w kwietniu. Łatwo można zidentyfikować edredony w locie – na przemian machają skrzydłami i szybują. Kaczor odzywa się dźwięcznym odgłosem dającym porównać się do „uhu-huhu”, a kaczka zduszonym „korr” lub głębokim „go go”.
Wymiary średniedługość ciała ok. 50–71 cm
rozpiętość skrzydeł ok. 110 cm
masa ciała ok. 1,2–2,2 kg

## Ekologia i zachowanie

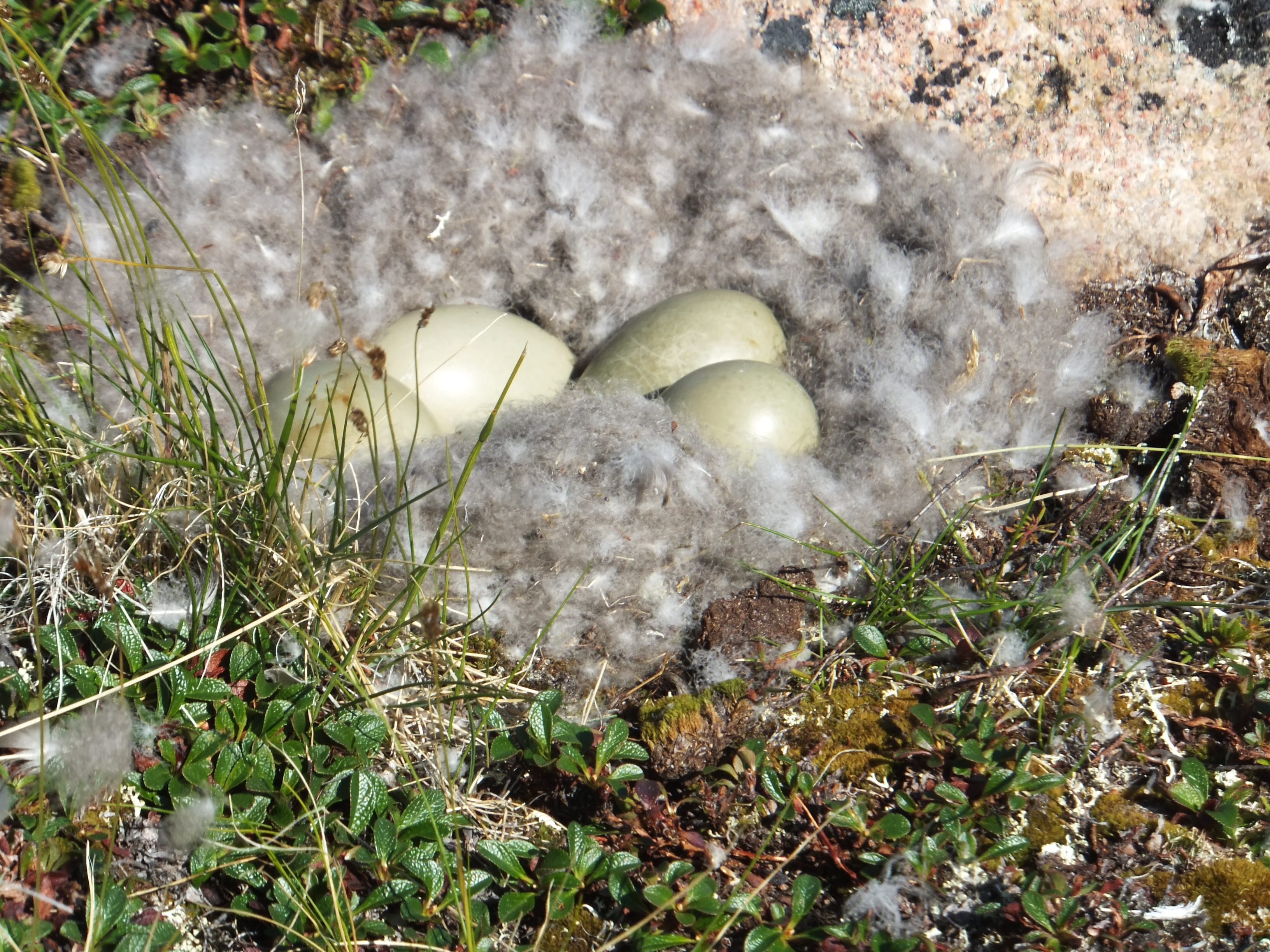
Gniazdo w kanadyjskiej tundrze

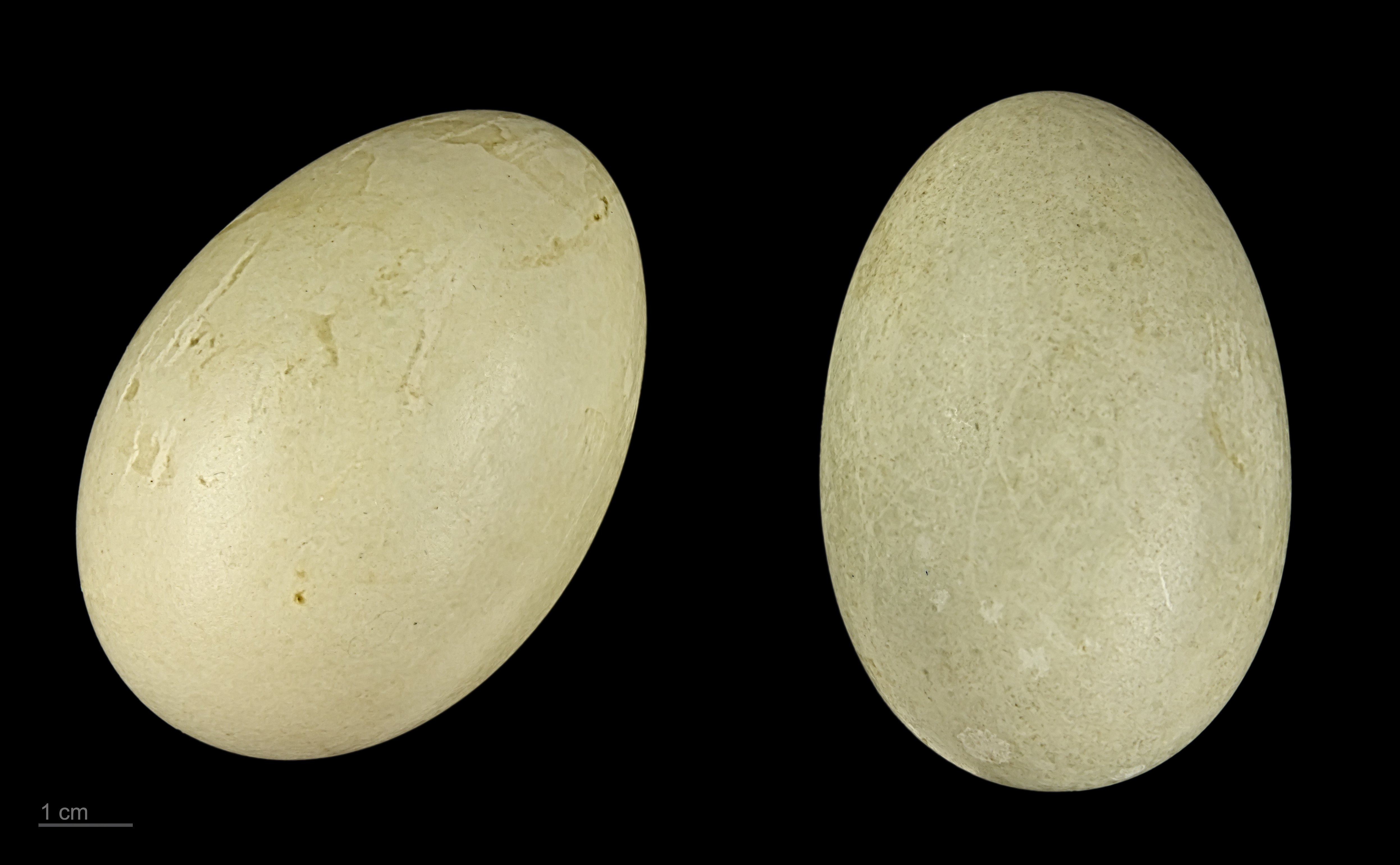
Jaja z kolekcji muzealnej

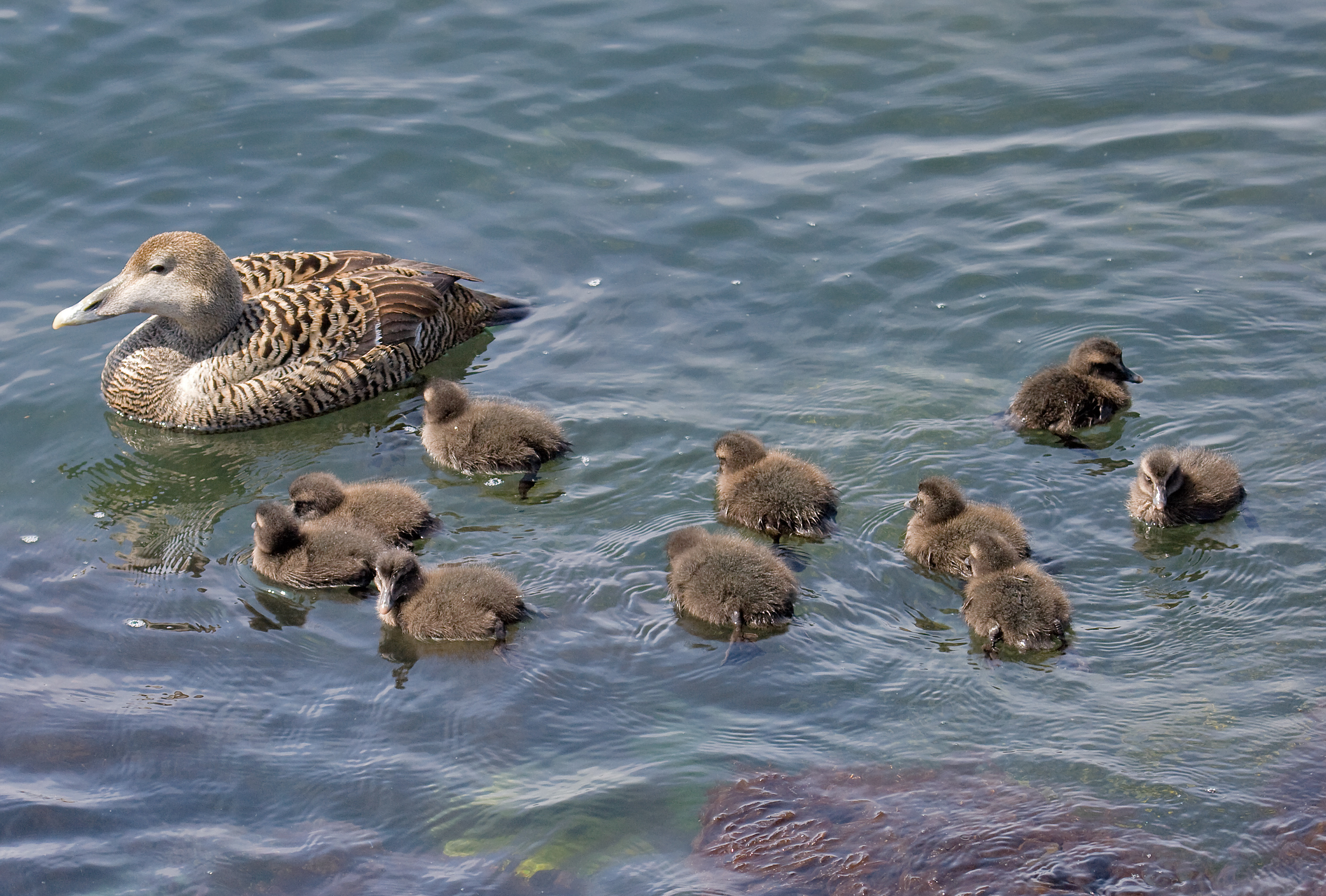
Kaczka z młodymi

BiotopSkaliste morskie wybrzeża.
TokiKaczory osiągają dojrzałość płciową po trzech latach. Grudniowe toki odbywają się grupowo. Dołączają do nich też młodsze samce. Kiwają głowami tam i z powrotem, w górę i na boki. Dobrze słychać jego daleko niosące się gruchoczące zawodzenia. Na tereny lęgowe wracają już parami.
GniazdoGniazdo na lądzie, na bagnistych, piaszczystych lub kamienistych wyspach lub jeziornych wybrzeżach. Buduje je samica, wyścielając je puchem wyrwanym z piersi. Kaczka edredonowa tworzy kolonie gniazdowe. Na wysepkach Vorland koło Spitsbergenu pod koniec XIX w. gniazdowało 10 000 par tych ptaków. Największa kolonia lęgowa stwierdzona na Islandii liczyła 12 000 par. Edredony to dość płochliwe zwierzęta i większość osobników ma w zwyczaju opuszczać gniazdo w obliczu potencjalnego niebezpieczeństwa.
JajaW ciągu roku wyprowadza jeden lęg, składając w kwietniu – czerwcu 3 do 19 jaj w kolorze od brązowego po oliwkowozielony.
Okres lęgowyJaja wysiadywane „twardo” są przez okres 25 do 30 dni przez samicę, ochronnie wtedy ubarwioną. Tylko w początkowym okresie schodzi z gniazda na żer lub kąpiel, pokrywając na ten czas jaja ocieplającym puchem. W tym czasie kaczka skąpo się odżywia. Jeśli na gnieździe kaczka zostanie przestraszona, przy odlocie oblewa jaja śmierdzącymi, płynnymi odchodami. Jednak często nie zniechęca to drapieżników od zjedzenia lęgu. Po wykluciu kaczęta od razu prowadzone są na odległe płytkie wody przy wybrzeżu, gdzie matki spotykają się i prowadzą razem „przedszkola”. Pisklęta pierzą się po 65–75 dniach, usamodzielniając się. Na wodzie kaczęta często dołączają do innych rodzin, tworząc z ptakami dorosłymi ogromne stada.
PożywienieZwierzęta wodne, głównie skorupiaki, szkarłupnie i mięczaki. Potrafi nurkować za nimi na głębokość 10 metrów.

## Status i ochrona
Międzynarodowa Unia Ochrony Przyrody (IUCN) od 2015 roku uznaje edredona za gatunek bliski zagrożenia (NT – Near Threatened), wcześniej – od 1988 roku był klasyfikowany jako gatunek najmniejszej troski (LC – Least Concern). Liczebność światowej populacji w 2012 roku szacowano na około 3,3–4 miliony osobników. Globalny trend liczebności populacji nie jest znany, wiadomo jednak, że liczebność populacji europejskiej spada.
Na terenie Polski gatunek ten jest objęty ścisłą ochroną gatunkową, dodatkowo obowiązuje zakaz fotografowania, filmowania lub obserwacji, mogących powodować płoszenie lub niepokojenie.

## Znaczenie dla człowieka
Edredony są dla człowieka źródłem niezwykle delikatnego puchu, sprawdzonego materiału izolacyjnego, z którego wykonuje się lekkie oraz ciepłe śpiwory i kołdry. Jednak do zebrania dostatecznej ilości pierza należy pozyskać je z dziesiątek gniazd, bo każde dostarcza 28–35 g. Eksploatację ułatwia kolonijne gnieżdżenie się tych ptaków liczące nawet tysiące par. Puch zbierany był od wieków (pierwsze wzmianki z XII wieku), co przyczyniło się do wymarcia tych ptaków na wielu terenach pierwotnego zasięgu.